# دی‌کلر هگزوکسید
دی‌کلرین هگزاکسید (به انگلیسی: Dichlorine hexoxide) با فرمول شیمیایی Cl۲O۶ یک ترکیب شیمیایی است. که جرم مولی آن ۱۶۶٫۹۰۱ g/mol می‌باشد. شکل ظاهری این ترکیب، مایع قرمز است.